# Henry’s Show Center
Henry’s Show Center war die erste Peepshow in Europa. Sie wurde 1976 von dem Münchner Unternehmer Walter Staudinger an der Bayerstraße in der Nähe des Hauptbahnhofs eröffnet.
Staudinger hatte die Idee für eine Peepshow aus New York City mitgebracht. Erzählungen nach erzielte er beim Kreisverwaltungsreferat die Genehmigung unter dem Vorwand, eine Bühne für Aktmodelle mit Kabinen für mittellose Maler errichten zu wollen. Aus den USA importierte er 21 kunststoffbeschichtete Einmannkabinen mit Guckfenstern, die von innen abschließbar waren. Einzige Ausstattung war ein Kleiderhaken. Die Kabinen ordnete er im Kreis um eine beleuchtete Drehscheibe an. Für den Preis von 1 D-Mark erhielten die Kunden Sicht auf die Drehscheibe, wo sich in Tag- und Nachtschicht 14 nackte Mädchen nacheinander jeweils fünf Minuten zeigten. 
Bis 2009 befand sich in dem Center eine Filiale von Beate Uhse.